# Stáří

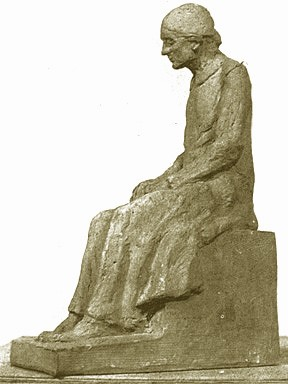
Socha Stáří od Leoše Kubíčka

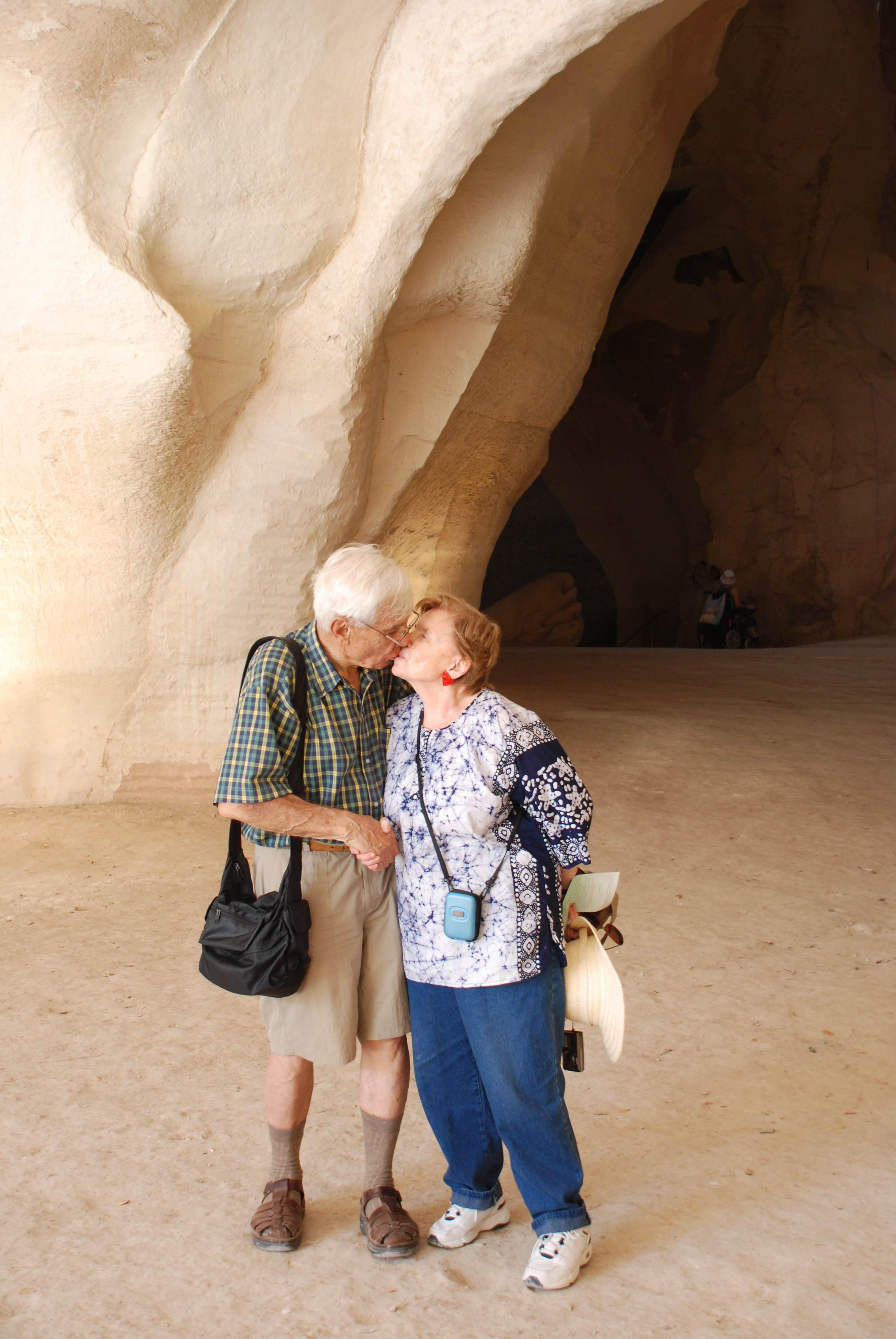

Stáří je poslední část lidského života, vysoký věk. Jeho protikladem je mládí, tedy nízký věk.
Neexistuje přesný okamžik nástupu stáří, neboť fyziologické změny v lidském organizmu spojené se stárnutím probíhají neustále a pozvolna a jde o velmi individuální nezvratný fyziologický proces, který u každého člověka probíhá jinak. Někdy bývá za tuto hranici považován věk 60 let, nicméně s technickým a vědeckým rozvojem lidské společnosti se tato hranice neustále posouvá výš. Ve středověku byli lidé staří již ve věku 40 let. Stáří se dělí na stáří, pozdní stáří a kmetství – což je stav, kdy lidský věk dosáhne do výjimečně vysokého věku. Všichni lidé, co požívají starobní důchod, bývají okolní společností fakticky pokládáni za starce, kteří právě prožívají své stáří.
Obecně platí, že čím je člověk starší, tím více má oslaben imunitní systém, což vede k tomu, že je více náchylný k nemocem. Člověk ve stáří také obvykle trpí více nespavostí a únavou. Častěji také dochází k poruchám mozkové činnosti. Lidé v tomto věku z tohoto důvodu také obvykle hůře vidí i slyší.
Od roku 1991 si svět připomíná 1.10. den, který je Mezinárodním dnem seniorů. Takto rozhodlo Valné shromáždění OSN.

## Stáří
Stáří je neodmyslitelnou součástí a etapou každého života. Jeho definice jsou však různé. Existují slova, pod kterými se nám pojem stáří nutně vybaví, jako například vdova, babička, dědeček, zemřít, vdovec, nebo také slovní spojení jako odejít do důchodu, odejít do penze. Tato slova však stáří znamenat vůbec nemusejí. Stáří se proto může hodnotit individuálně. Podle věku, fyzického nebo psychického stavu, rozsahem samostatnosti apod. Není zcela zřejmé, co všechno si má člověk tedy pod pojmem stáří představit, vždy záleží na tom, z jakého úhlu pohledu se na stáří díváme.

## Stáří podle věku osoby
Mnozí lidé stáří posuzují podle věku. Mezi těmito lidmi se pojem stáří o člověku pohybuje vzhledem k věkové hranici jeho rodičů a prarodičů. Mladý člověk, kterému je například patnáct let, jeho rodičům třicet let a jeho prarodičům padesát let, má za starého člověka již padesátiletou osobu, tedy osobu, která odpovídá přibližně věku jeho prarodičů. A dítě, jehož rodiče přesáhli věkovou hranici čtyřiceti pěti let a jeho prarodiče sedmdesáti let, má za starého člověka opět člověka nad hranici šedesáti pěti let, tedy opět hranici, která přibližně odpovídá věkové hranici jeho prarodičů.
Z biologického hlediska se věk na stáří však mnohdy neváže a věk je velmi nespolehlivým ukazatelem hranice stáří. Z tohoto druhu pohledu se stáří odvozuje podle celkového fyzického stavu jedince, jakými nemocemi si jedinec prošel apod.

## Stáří z biologicko-psychologického pohledu

### Aspekty stáří
1. Pokles tělesné hmotnosti, výšky a proporcí (pánve, deformace čelisti a chrupavky, změkčování kostí)
2. Zvyšuje se riziko úrazu (právě kvůli změkčování kostí, tzn. větší riziko zlomenin které se špatně léčí)
3. Snížení pohyblivosti jedince (rychlost a pružnost jednotlivých svalů se snižuje)
4. Snížení výkonnosti srdce, plic a cévního systému (krev se hůře okysličuje, vyšší riziko infarktu myokardu, ochabování srdečních chlopní)
5. Menší výkonnost žláz, tzv. vnitřních sekrecí (což vede k ztrácení imunity, ospalosti, nižší vitalitě a pohyblivosti, již zmíněnému křehnutí kostí, řídnutí vlasů a také lámavosti nehtů)
6. Změny vzhledu a vlastností kůže (podkožní tuk mizí, snižuje se obsah vody v kůži → hluboké vrásky a pigmentové skvrny)
7. Zhoršení zraku (snížení ostrosti zraku, zbarvení a změny na sítnici, horší rozpoznávání barev)
8. Sluch (Špatné vnímání sluchových vjemů → dezorientace, nervozita a podrážděnost)
9. Změna termoregulace (hůře se přizpůsobuje změnám klimatu)
10. Lámavost vlasů, šednutí vlasů, lámavost nehtů
11. Vyšší náchylnost na nemoci[2]

Těchto jedenáct bodů popisuje, co se může, ale nemusí dít se stárnoucím člověkem z fyzického hlediska. V tomto případě nezáleží na věku, ale na způsobu a životní aktivitě. Pokud člověk pociťuje příznaky stáří, měl by začít žít aktivněji, více se sdružovat. Neškodí chození na vycházky a na společenské akce, pokud to jde, vyjít si s nějakým vrstevníkem se kterým si může lépe povykládat o svých případných problémech nebo pocitech.
Světová zdravotnická organizace člení střední a vyšší věk následovně:
1. období středního věku (45-59 let)
2. období raného stáří (staršího věku; 60-74 let)
3. období vlastního stáří (pokročilého, vysokého věku; 75-89 let)
4. období dlouhověkosti; nad 90 let

### Psychologický stav stárnoucího
Psychický stav stárnoucího člověka se pochopitelně mění. Proto se jím člověk zabývá již od počátků dvacátého století.
Se stářím (a také s věkem) klesá energie a vitalita většiny jedinců. Staří lidé se mohou zdát podráždění, jejich nervosvalová koordinace se zhoršuje. Zhoršuje se také jejich mluva. Zdá se býti pomalejší, koktavá. Práce trvá člověku déle. Tím se tedy pochopitelně snižuje jeho produktivita v daném oboru a kvůli tomu se potkáváme s častými problémy se zaměstnáním starších lidí.
Psychický stav starého člověka je úzce individuální. Může se zhoršovat paměť, zvyšovat zapomnětlivost. Zapomínají jména lidí, nikoli však na prožité zážitky s nimi. Paměť a její zachování i do stáří se odvíjí od toho, zda ji člověk trénuje již v mládí. Naopak pokud na paměť a psychiku klade člověk v „normálním“ životě až přílišné nároky, může to vést k pozdějšímu kolapsu paměti a myšlenek, zejména v období stáří.
Ochabuje umění rozpoznávání barev apod. Avšak u mnohých jedinců je tomu naopak. Laicky „na stará kolena“ pronikají do světa umění a zajímají se o fantazii, tedy o aspekt, který mnozí odborníci považují jako ten, který se ve stáří nejvíce omezuje. Stáří však o fantazii neochuzuje. Důležitý je podnět pro práci. Pokud jej starý člověk dostane, může se okolí až divit, jaký projevuje zájem o inovativní technologie, zájem o učení a projevuje se již zmíněný smysl pro umění a detaily.
Stáří však dohání mnohé jedince k podrážděnosti, podezíravosti a podobným jevům. Je tomu tak zkrátka proto, že staří lidé jsou obklopování „novým a mladým“ světem, který je mnohdy odmítá učit a dát jim již jednou řečený podnět k práci, který je tak důležitý. Proto toto vše později vede k podezíravosti, nevrlosti a nezájmu o okolí. Starý člověk se neustále bojí, že mu chce okolí uškodit, pošpinit jej, a protože hůře vidí a slyší, může si vysvětlovat jednání okolí po svém a dokreslovat si jej.
Únava, poruchy spánku, rozmrzelost a další nepříjemné aspekty stáří, proti kterým se dá bojovat léky. Horší je, když staří lidé začnou zabředávat do minulosti, až příliš začínají přemítat nad uplynulým životem. Otvírají a zakládají rodinné kroniky a alba. Přemýšlejí nad tím co mohli udělat lépe nebo hledají potěšení v tom, co dobře (podle nich) udělali. Tímto směrem by se však ubírat neměli, jelikož takto zapomínají na okolní svět a jeho problematiku.

#### Sexualita a vztahy ve stáří
Láska, sexualita a vztahy ve stáří nejsou nic zavrženíhodného a ani výjimečného. Mnozí staří lidé žijí sami, ovdověli a bojí se navázat druhý vztah. Avšak nová láska, hluboký vztah a v některých případech také erotika mezi starými lidmi nevyhasly, ba naopak po nich mohou toužit, ale bojí se to před světem říci nahlas a tyto myšlenky v sobě udusávají a snaží se od nich oprostit, což rozhodně není dobré pro spokojené stáří. Od toho, aby se staří lidé necítili osamělí, je jejich rodina. Z drtivé většiny právě rodina tvoří starým lidem ty nejbližší. Co se týče geografického hlediska, vazby mezi rodiči a dětmi neváznou, ani když rodiče postihne stáří → vzdálenost je mezi nimi průměrně 45 minut cesty autem. Staří lidé záměrně prodlužují svoji pracovní aktivitu kvůli tomu, aby později mohli zajistit ekonomickou výpomoc pro své děti. Do té doby, kdy jsou rodiče aktivní, jsou vazby mezi nimi a svými dětmi, zejména v době, kdy jejich děti mají již své děti, taktéž velmi aktivní. Hlídání vnoučat, menší finanční výpomoci, zastavění svého domu (například za hypotéku dětí) není nic ojedinělého. Staří lidé v tom všem vidí svůj jistý životní cíl.

## Potřeby seniorů
Potřeby se v jednotlivých fází života mění. Jiné potřeby mají děti, jiné vysokoškoláci a zcela odlišné potřeby mají dospělí či senioři. U osob nad 75 let dochází k určitým změnám v životních potřebách. Mění se hodnotová orientace potřeb, do popředí zasahují potřeby zdraví, klidu, bezpečí a spokojenosti.

### Fyziologické potřeby
Ve stáří se mění chuť v důsledku ubývání chuťových pohárků. Zvýrazněná je také potřeba vyprazdňování, se kterou mají senioři mnohdy problémy (zácpa, inkontinence). Senioři potřebují více času pro odpočinek a spánek. Spánek je polyfázický (probíhá ve více fázích, nejen v noci). Velmi důležitá je potřeba být bez bolesti, únavy, mít zajištěné teplo a pohodlí. Naopak některé fyziologické potřeby ustupují do pozadí, např. potřeba příjmu tekutin, hygienické a sexuální potřeby, úprava zevnějšku.

### Vyšší potřeby
Senioři prožívají různé obavy z onemocnění, ztráty životního partnera, závislosti na jiné fyzické osobě. Dominují potřeby jistoty, bezpečí i ekonomické jistoty. Nejistota také může přibývat z nedostatků informací o svém zdravotním stavu, o plánovaných vyšetřeních, apod. Proto je nezbytné trpělivě seniorům vysvětlovat kdy a jak bude probíhat ošetření. Naopak někteří senioři si stěžují na nedostatek času a na neuskutečnitelné intelektuální schopnosti. Intelektuální potřeby proto lze podpořit prostřednictvím univerzit třetího věku a jinými vzdělávacími kurzy. Celoživotní vzdělávání má vysoce pozitivní důsledky pro mentální svěžest ve stáří.

### Duchovní potřeby
Senioři ke konci života bilancují nad fázemi svého života, hodnotí svůj dosavadní život a pokládají si otázky o smyslu svého života. Přemýšlí, zda učinili vše, co si kladli za svoje cíle. Často se stává, že na své otázky nenašli odpovědi. Proto se potřebují svěřit někomu, kdo jim aktivně naslouchá a poskytuje prostor k tomu, aby odpovědi na otázky nalezli sami v sobě. Duchovní potřeby však nejsou v institucionální péči dostatečně zastoupené. Avšak hospice mívají kapli, kde jsou pořádány mše. Klienti se mohou vyzpovídat duchovnímu a dosáhnout tak vnitřní svobody a usmíření se sama sebou.

## Sociální služby
Sociální služby jsou služby určené osobám v nepříznivé sociální situaci (např. senioři, bezdomovci,…)

### Typy zařízení sociálních služeb pro seniory
- Centrum denních služeb
- Denní stacionář
- Domovy pro seniory
- Domovy se zvláštním režimem
- Chráněné bydlení
- Týdenní stacionář

### Služby sociální péče pro seniory
- Denní stacionář
- Domovy pro seniory
- Domovy se zvláštním režimem
- Odlehčovací služby
- Osobní asistence
- Pečovatelská služba
- Podpora samostatného bydlení
- Průvodcovské a předčitatelské služby
- Týdenní stacionář

## Ageismus v Česku
„Ageismus můžeme chápat jako proces systematického stereotypizování a diskriminace lidí pro jejich stáří, podobně jako se rasismus a sexismus vztahují k barvě pleti a pohlaví. Staří lidé jsou kategorizování jako senilní, rigidní ve svém myšlení a způsobech, staromodní v morálce a dovednostech (...)“ [Vidovićová]

### Zdravotnictví- pohled ageismus
V diskusích o ageismu je zdravotní systém mnohdy jedním z eticky nejcitlivějších témat. Často totiž vystavuje zkoumání samotnou legitimitu věkových hranic v poskytování, financování a v kvalitě poskytované péče. Náklady odvedené na zdravotní a sociální péči jsou častým argumentem v diskusích o nutnosti omezení některých výdajů stárnoucích společností. Předpokládá se, že tyto náklady neúměrně porostou v přímé souvislosti s narůstajícím počtem seniorů. Podle statistik zdravotních pojišťoven se budou náklady na ošetřování nemocných zvyšovat s jejich věkem a budou se lišit v závislosti na pohlaví jedince.
Do problematiky ageismu ve zdravotnictví i sociálních službách (přeneseně) se bohužel neřadí věková diskriminace. Typickým případem mnohdy může být podceňování jakýchsi chorob a smyslových dysfunkcí tím, že jsou připsány staršímu věku a nejsou rozpoznány jako důsledek nemoci, která by měla být řádně léčena. Tento typ ageismu vyplývá z předpokladu, že stárnutí je samo nevyléčitelná nemoc, a proto mu je připisovaná menší pozornost než nemocem mladšího a středního věku. U pacientů s vyšším věkem není prováděna řádná diagnostika a preventivní zákroky jsou nepotřebné.
Ve zdravotně-sociální oblasti se můžeme setkat s „profesním“ ageismem, při němž může dojít ke generalizaci patologických průvodních jevů nemocí ve stáří. K profesionálnímu ageismu patří i různá popisování jmen. Označování starších pacientů např. „babičko, dědečku“, bez příbuzenských vztahů.
„Zdravotní péče má formu vzácného statku. Technologické inovace každoročně prohlubují propast mezi možným a zaplatitelným a dosud bylo více pozornosti věnováno ekonomickému posuzování péče než zkoumání jejího přínosu pro pacienta.“ A právě tyto přínosy mohou být věkově specifické. Protože má starší osoba větší pravděpodobnost, že zemře při čekání na nějaký výkon, čekání pacienta ušetří od nesmyslného zásahu krátce před smrtí.

### Zdravotně-sociální péče
Oblast zdravotně-sociální péče nabývá v souvislosti s vyspělým světem na významu a rozvíjí se pod názvem dlouhodobá péče. „Jde o péči, která se odklání od čistě biomedicínského modelu péče o nemocného člověka a respektuje sociální důsledky chronického onemocnění a zdravotního postižení, kdy zdravotní stav komplikuje životní situaci člověka natolik, že jeho schopnost zabezpečit si vlastními silami své základní životní potřeby je výrazně omezena, nebo dokonce zcela nemožná.“ Dlouhodobá péče se často nachází na hranici mezi zdravotní a sociální péčí a je poskytována především oslabeným starým lidem, osobám s postižením a dalším skupinám, které potřebují vedle zdravotní péče také pomoc při každodenních činnostech. Přímou dlouhodobou péči lze charakterizovat jako komlpex zdravotních, sociálních a dalších služeb, které potřebují lidé se sníženou soběstačností.

### Extrémní formy ageismu
Týrání a zneužívání seniorů se z objektivních metodologických a etických důvodů zatím jen obtížně daří empiricky popsat v kvantitativních pojmech. V rámci ostatních ageistických situací jsme zahrnuli i dva výroky naznačující možná rizika špatného zacházení se seniory – fyzické násilí a finanční zneužívání. Finanční zneužívání je extrémní forma ageismu, která může mít mnoho různých podob: od odevzdání veškerých finančních prostředků a materiálního bohatství po nedobrovolné či kvazidobrovolné drobné finanční dárky. Žádná z těchto situací není nijak vázaná na pohlaví jedince (muž či žena).
Velmi často se s tímto problémem můžeme setkat v případě šmejdů. Senioři mnohdy mají zkušenosti se šmejdským chováním, s čím vším se na podobných předváděcích akcích setkali – s podvody, fyzickým napadáním, urážením.
O šmejdech pojednává film s názvem Šmejdi.

## Zaměstnávání, ekonomika
Práce je velmi důležitá pro každého člověka. V průběhu lidské fylogeneze je vidět posun od práce jako fyzické činnosti vykonané svaly k práci jako k duševní aktivitě. Jde o intelektualizaci práce. Další prací je organizace práce ve smyslu od aktivity jedince, který je ve své činnosti zcela soběstačný k práci, která předpokládá spolupráci více jedinců. Můžeme říci, že se jedná o socializaci-zespolečnění práce. Dále práci charakterizuje vývoj používání nástrojů od původní práce rukou bez nástrojů po současnou technologizaci práce, která je velmi složitá. Tento proces práce přináší člověku ulehčení.
Přechod z plného zaměstnání do důchodového věku se odehrává různými způsoby, od naprostého zanechání pracovní aktivity, přes dlouhodobé či krátkodobé brigády. Náhlý přechod z pracovní aktivity do důchodového věku je často spojen s moderní společností. V předindustriálních společnostech nebylo stáří takovýmto způsobem propojeno s fázemi pracovního vyčlenění. Oproti tomu, předností současnosti je důchodový systém, v němž se jedinec celoživotně podílí na jeho financování a po ukončení pracovní činnosti je finančně zajištěn.
Práce má vedle rozměru ekonomického také rozměr sociální a psychický. Tyto rozměry a jejich obsahy práce se mění v jednotlivých životních fázích. Nejradikálnější změna se odehrává s nastávajícím stářím a odchodem do důchodu. Změny, obsah a funkce práce spojené se stářím, patří k důležitým tématům stáří a seniorů. Senioři se v přicházejícím stáří chovají ve vztahu k práci také odlišně v závislosti na typu profese.
Prodloužení střední délky života a proměna seniora navozuje otázky aktivit pro seniora. Pracovní aktivity v seniorském věku výrazně dělí seniory, protože ekonomické závislosti na důchodu jsou stále naléhavější. Obzvlášť samostatně žijící senioři se s jedním příjmem – důchodem – mnohdy ocitají na hranici či za hranicí chudoby. Téma zaměstnávání lidí nad šedesát let se stává stále významným tématem. Na paměti zůstává i to, že senioři, kteří nejsou zaměstnáni, většinou o zaměstnání nestojí.

### Přednosti pracujících seniorů
Senior má vedle specifických kompetencí, vztažených k dané pracovní profesi, také vlastnosti, dovednosti, znalosti, které jsou důsledkem životních a pracovních zkušeností. Starší generace má tyto atributy rozložené plošně a každý jedinec s nimi disponuje individuálně dle své osobnosti, pracovní dráhy, vzděláním a inteligencí. I přes individuální odlišnosti lze u staré genezace nacházet generační přidanou hodnotu jako bonus za prožitý osobní i profesní život. Zkušenosti seniorů jsou jejich nezastupitelné přednosti. Mladší generace mnohdy nemůže zkušenosti nabídnout. Další předností seniorů jsou profesionální loajalita k organizaci, respektu a stability.

## Stáří z pohledu práva
Seniorem je intuitivně chápán člověk, který dosáhl vyššího (přesně nespecifikovatelného) věku, přičemž s rostoucím věkem se obecně předpokládá také celkově zhoršující se zdravotní stav. Český právní řád pojem senior neuvádí. Právní předpisy z oblasti sociálního zabezpečení sice běžně užívají termín „starý občan“, nikde jej však nevysvětlují. Pro uznání jednotlivce starým je tedy nutné splnit podmínky věku stanoveného v zákoně o důchodovém pojištění. Při snížené soběstačnosti z důvodu věku je možné využit sociálních služeb domova pro seniory.
Se stářím souvisí termín ageismus – jde o diskriminaci na základě věku, která se neslučuje s Listinou základních práv a svobod. Touto problematikou se dále zabývá antidiskriminační zákon: Přímou diskriminací se rozumí takové jednání, včetně opomenutí, kdy se s jednou osobou zachází méně příznivě, než se zachází nebo zacházelo nebo by se zacházelo s jinou osobou ve srovnatelné situaci, a to z důvodu rasy, etnického původu, národnosti, pohlaví, sexuální orientace, věku, zdravotního postižení, náboženského vyznání, víry či světového názoru.

## Konec života
Konečnou fází života je umírání. S tímto procesem souvisí eutanazie.
Jako první země legalizovalo eutanazii Nizozemsko. V ČR není legalizována. Z nemnoha zpráv, které se o eutanazii zachovaly z doby před rokem 1989, vyplývá, že tišení krutých bolestí a neprodlužování agonie v terminálním stádiu života člověka nebylo, i kdyby to vedlo ke zkrácení života, v rozporu s lékařskou etikou ani s právem. Problematikou umírání se zabývá paliativní medicína. Této medicíně a péči o umírající se věnují zejména hospicy.
Paliativní medicína je celková léčba a péče o klienty, jejichž nemoc nereaguje na kurativní léčbu. Nejdůležitější je léčba bolesti a dalších symptomů, stejně jako řešení psychologických, sociálních a duchovních problémů nemocných. Paliativní péče a léčba se tedy netýká jen lidí bezprostředně před smrtí, ale i v průběhu trvání onemocnění.
Důstojnost člověka je absolutní hodnota lidské bytosti. Je charakterizovaná rozumovou předností a z ní vyplývající personalitou. Velmi často se projevuje ve svobodě, odpovědnosti a předpokladech osobních vztahů. Důraz na lidskou důstojnost v kontextu praktického sociálního života a uspořádání společnosti nacházíme především v sociální nauce církve.
Jejich činnost se řídí například podle charty práv a svobod starších občanů, kterou vypracovala francouzská Národní nadace pro gerontologii ve spolupráci s Ministerstvem práce a sociálních věcí Francie v roce 1966. Kde se v článku XI říká: „Nemocnému v terminálním stadiu onemocnění i jeho rodině by měla být poskytnuta péče, pomoc a podpora. Je samozřejmé, že nelze směšovat stavy závažné a stavy neodvratitelné vedoucí ke smrti. Odmítnutí terapie, kdo má naději na vyléčení je stejným omylem, jako obtěžující a nadbytečné léčení toho, kdo se nachází v terminálním stadiu nevyléčitelného
onemocnění. Jakmile se blíží neodvratitelně smrt, je třeba nemocného obklopit péčí a pozorností přiměřenou jeho stavu. Znamená to citlivé doprovázení, zmírňování všech nepříjemných psychických i fyzických příznaků, které stav doprovázejí. Umírající by měli svůj život končit co nejpřirozenějším způsobem, obklopeni blízkými, s respektem k víře a přání umírajících. Ošetřující by měli umět doprovázet pacienta, ale i jeho rodinu obdobím před i po smrti.“